# Luis Enrique
Cet article concerne le football. Pour le chanteur, voir Luis Enrique (chanteur).
Pour les articles ayant des titres homophones, voir Luis Henrique.
Martínez  García est un nom espagnol. Le premier nom de famille, en général paternel, est Martínez ; le second, en général maternel, souvent omis, est García.
Luis Enrique Martínez García, généralement appelé Luis Enrique, né le 8 mai 1970 à Gijón, dans les Asturies, est un footballeur international espagnol évoluant au poste de milieu de terrain ou attaquant de la fin des années 1980 au milieu des années 2000, reconverti entraîneur. Il est l'actuel entraîneur du Paris Saint-Germain.
Entre 1989 et 2004, il évolue successivement sous les couleurs du Sporting de Gijón, du Real Madrid puis du FC Barcelone dont il devient le capitaine. Il remporte trois championnats d'Espagne (un avec le Real Madrid et deux avec le FC Barcelone) ainsi que la médaille d'or aux Jeux olympiques de Barcelone 1992.
Devenu entraîneur en 2008, Luis Enrique officie trois ans au FC Barcelona Atlètic, puis une saison à l'AS Roma et au Celta de Vigo. De 2014 à 2017, il entraîne le FC Barcelone emmené par la « MSN » (trio d'attaque Messi-Suárez-Neymar). Dès sa première saison, il y réalise le triplé Ligue des champions, Coupe d'Espagne et championnat (en plus d'une Supercoupe d'Europe et de la Coupe du monde des clubs). Sa troisième année est marquée par la remontada contre le Paris Saint-Germain en Ligue des champions (victoire 6-1 après avoir perdu 0-4 à l'aller). Le 19 juillet 2018, il est nommé sélectionneur de l'Espagne. De mars à novembre 2019, il est suppléé par Robert Moreno pour motif familial — la maladie de Xana, sa fille de 9 ans, qui décède d'un ostéosarcome. Il reste en poste jusqu'à l'élimination de l'Espagne en huitième de finale de la Coupe du monde 2022 face au Maroc, aux tirs au but. Le 5 juillet 2023, il s'engage pour deux ans avec le Paris Saint-Germain. Avec le club de la capitale, il remporte  le Championnat de France à deux reprises, en 2024 et 2025, et la Ligue des champions 2025 face à l'Inter Milan.

## Biographie

### Carrière de joueur (1989-2004)

#### Sporting de Gijón (1989-1991)
Natif de la ville, Luis Enrique est depuis son enfance un supporter affirmé du Sporting de Gijón. Son idole est Enrique Castro Quini, légende du club asturien. Il débute le football par le futsal avec l'équipe de son école, le collège Elisburu, avant de rejoindre le club de Xeitosa, basé à Gijón. À onze ans, il intègre l'école de football de Mareo, centre de formation du Sporting. Jouant peu avec les équipes de jeunes de son club de coeur, il rejoint à quatorze ans le Club Deportivo La Braña. Il est finalement récupéré par le Sporting Gijón au début de la saison 1988-1989, et est intégré à l'équipe réserve du club pour cette année-ci.
Le 24 septembre 1989, il découvre le monde professionnel en entrant en jeu en Liga face au CD Málaga. Il s'agit de sa seule apparition avec l'équipe première durant la saison. L'année suivante, Luis Enrique devient titulaire indiscutable en attaque avec le Sporting, lequel inscrit quinze buts en Liga, dont un triplé face à l'Espanyol Barcelone au Molinón. En marquant lors de la dernière journée sur la pelouse de Mestalla (0-1), Luis Enrique permet à son club de se qualifier pour la prochaine Coupe de l'UEFA.

#### Real Madrid (1991-1996)
Cette belle première saison complète en Liga convainc le Real Madrid de le recruter, pour 250 millions de pesetas (1,5M €) en juin 1991. Il rejette à cette occasion une offre de signature du FC Barcelone. Son arrivée au Real Madrid coïncide avec un replacement du joueur sur le terrain par son entraîneur Radomir Antić : il apparaît régulièrement comme latéral ou milieu de terrain au cours de la saison,. Alors que le Real Madrid est leader de la Liga et en course pour remporter la Coupe d'Espagne, le technicien yougoslave est démis de ses fonctions en mars 1992, remplacé par Leo Beenhakker. Luis Enrique et son équipe terminent sur une saison sans trophée, éliminés en demi-finales de la Coupe de l'UEFA par le Torino.
L'été 1992 voit l'arrivée du technicien espagnol Benito Floro à la tête de l'équipe. Toujours utilisé à plusieurs postes sur le terrain tout au long de la saison, Luis Enrique voit son équipe se faire dépasser à la dernière journée du championnat par son principal rival, le FC Barcelone, et perdre en quart de finale de la Coupe UEFA contre le Paris Saint-Germain. Il remporte toutefois son premier trophée en gagnant la Coupe du Roi face au Real Saragosse.
Lors de la saison 1993-1994, il remporte la Supercoupe d'Espagne. Benito Floro, qui utilisait Luis Enrique principalement comme arrière droit ou milieu de terrain, est démis de ses fonctions en mars 1994, mais le Real Madrid est éliminé de la Coupe des Coupes, encore en quart de finale, et à nouveau par le Paris Saint-Germain.
Son successeur, Jorge Valdano, le replace comme milieu droit. Lors de la saison 1994-1995, il inscrit quatre buts en Liga, dont un lors d'une manita infligée au FC Barcelone de Johan Cruyff en janvier (5-0). Il remporte son premier titre de champion d'Espagne. En revanche, la saison suivante est plus compliquée. À la suite d'une crise interne, le président Ramón Mendoza démissionne en novembre, et son successeur Lorenzo Sanz renvoie Valdano trois mois plus tard. Le Real Madrid termine finalement sixième de Liga et ne disputera pas de Coupe d'Europe l'année suivante. Désireuse de changer de cap économiquement et sportivement, la nouvelle direction décide de ne pas renouveler le contrat de certains cadres de l'équipe, dont Luis Enrique. Après plus de 200 matchs joués et dix-huit buts inscrits avec le Real, il quitte le club Merengue.

#### FC Barcelone (1996-2004)
En amont de la fin de saison 1995-1996, Luis Enrique conclut un accord avec le FC Barcelone pour un contrat de cinq ans. Cette nouvelle déclenche de vives réactions du côté de Madrid, où ce transfert est décrit comme une « trahison »,. Combatif et déterminé, les supporters du club catalan adoptent vite leur nouveau joueur. Positionné dans un rôle plus off⁸ensif par Bobby Robson, aux côtés de joueurs comme Ronaldo ou Luis Figo, il inscrit dix-sept buts en Liga, où le Barça termine deuxième. Le club remporte la Coupe du Roi et la Coupe des Coupes, le premier trophée européen gagné en tant que joueur par Luis Enrique.

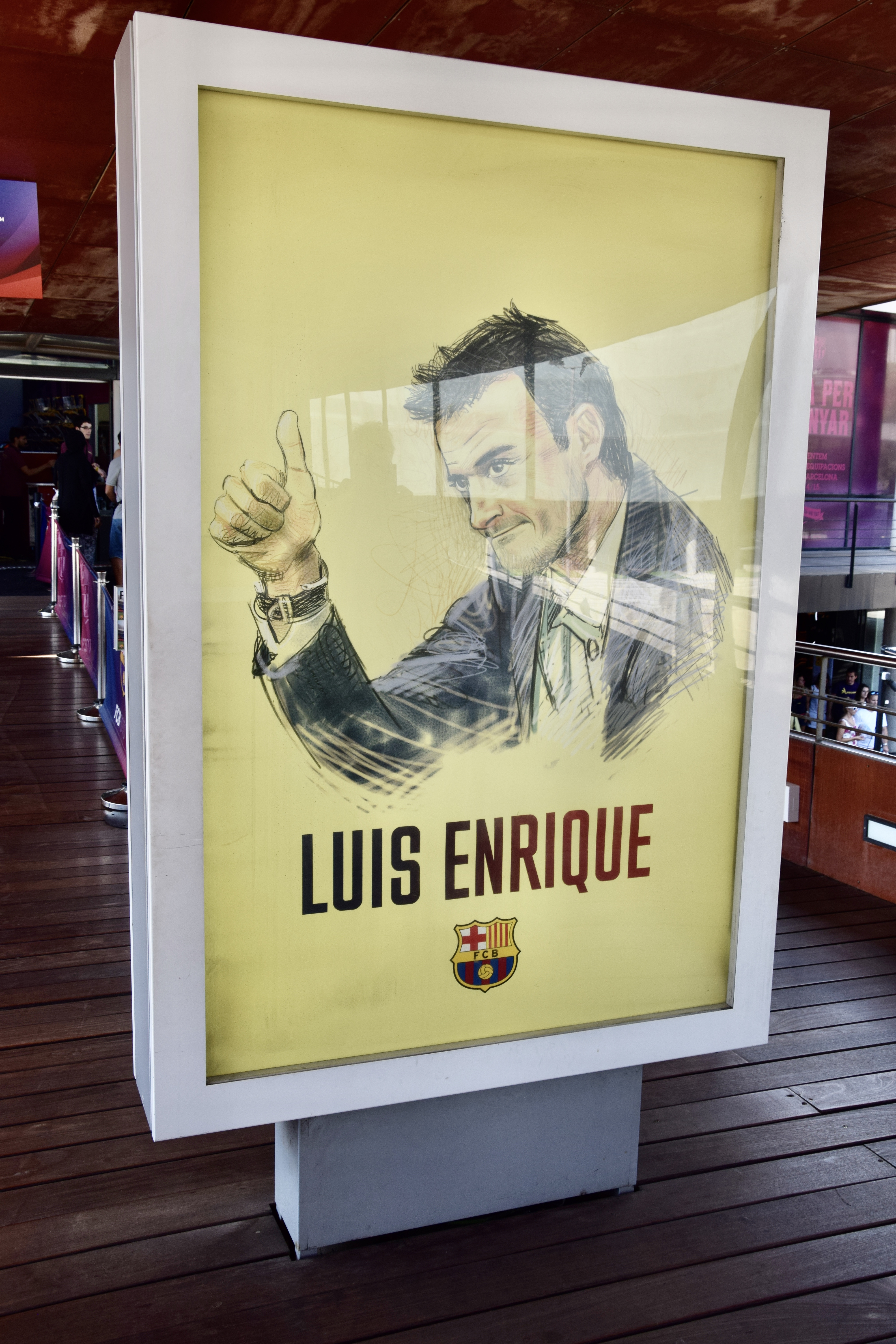
Portrait de Luis Enrique au Camp Nou en 2014.

Il confirme sa bonne forme dès la saison suivante, au cours de laquelle il remporte la Supercoupe d'Europe face au Borussia Dortmund, double confrontation durant laquelle il ouvre le score au match aller. Sous Louis Van Gaal, le FC Barcelone remporte à nouveau la Coupe d'Espagne et la Liga, où Enrique inscrit dix-huit buts, son meilleur total en carrière, mais est éliminé au premier tour de la Ligue des Champions. Il est élu par le journal El País joueur espagnol de l'année en Liga. Sa deuxième saison sous Van Gaal est dans la continuité de la première : il est un joueur essentiel de l'effectif et est champion d'Espagne avec le FC Barcelone.
La saison 1999-2000 marque un tournant dans sa carrière, manquant un grand nombre de matchs en fin d'exercice en raison d'une blessure au genou gauche, et voyant le Barça être moins performant en compétition. Il reste toutefois performant lorsqu'il joue, en témoignent ses six buts inscrits en Ligue des Champions. La saison 2000-2001 est à nouveau ponctuée par des blessures récurrentes de Luis Enrique et des résultats collectifs décevants (quatrième de Liga, aucun trophée remporté), marquée par le départ controversé de son coéquipier Figo vers le Real Madrid. Les saisons suivantes se ressemblent : Luis Enrique ne parvient pas à enchaîner une saison complète mais reste important pour l'équipe, dont il est devenu capitaine en 2002. Le FC Barcelone ne remporte aucun trophée sur cette période. Le 16 mai 2004, il joue son dernier match avec le club catalan face au Racing Santander au Camp Nou.
Luis Enrique est considéré comme l'un des éléments majeurs de l'équipe du FC Barcelone, avec qui il a remporté deux championnats d'Espagne, deux Coupes d'Espagne, une Coupe des Coupes, une Supercoupe d'Espagne et une Supercoupe d'Europe entre 1996 et 1999, pour 300 matchs joués, 108 buts marqués et 40 passes décisives. La rivalité avec les supporters du Real Madrid est restée très marquante, notamment car Luis Enrique avait l'habitude de marquer au stade Santiago Bernabéu et d'exprimer sa joie de manière très explicite.
Le 10 août 2004, sur son site web personnel, Luis Enrique annonce qu'il met un terme à sa carrière de footballeur. Il déclare : « Fin juillet, après avoir beaucoup réfléchi à mon avenir et à mes préférences, je n'ai vu que deux options, le Sporting ou la retraite [...] J'ai décidé de prendre ma retraite parce que je suis le seul à savoir comment je suis et que le niveau d'exigence que je m'imposerais serait inaccessible pour moi en ce moment. Je ne me vois pas en compétition ». Il rejette par la même occasion une offre du Sporting Gijón et des propositions émanant de « France, Angleterre, Japon, Mexique et Qatar ».

#### En équipe nationale
Luis Enrique découvre la sélection espagnole en équipes de jeunes, où il évolue avec les U21 et les U23 au début de sa carrière. Sa première sélection en équipe A remonte au 17 avril 1991, lorsqu'il rentre en jeu face à la Roumanie en amical (0-2).
En 1992, il est sélectionné par Vicente Miera au sein de l'équipe d'Espagne pour disputer les Jeux Olympiques de Barcelone. Emmenés par de futurs joueurs de renom tels que Pep Guardiola, Kiko, Abelardo ou encore Santiago Cañizares, les Espagnols font un premier tour remarquable : trois victoires en trois matchs sans encaisser de but. Enrique marque lors du premier match de l'Espagne dans la compétition face à la Colombie. Après avoir écarté l'Italie et le Ghana, l'Espagne atteint la finale face à la Pologne, qu'elle remporte en toute fin de rencontre au Camp Nou. C'est la première victoire de l'Espagne aux Jeux olympiques dans cette discipline, la seconde n'intervenant qu'en 2024.

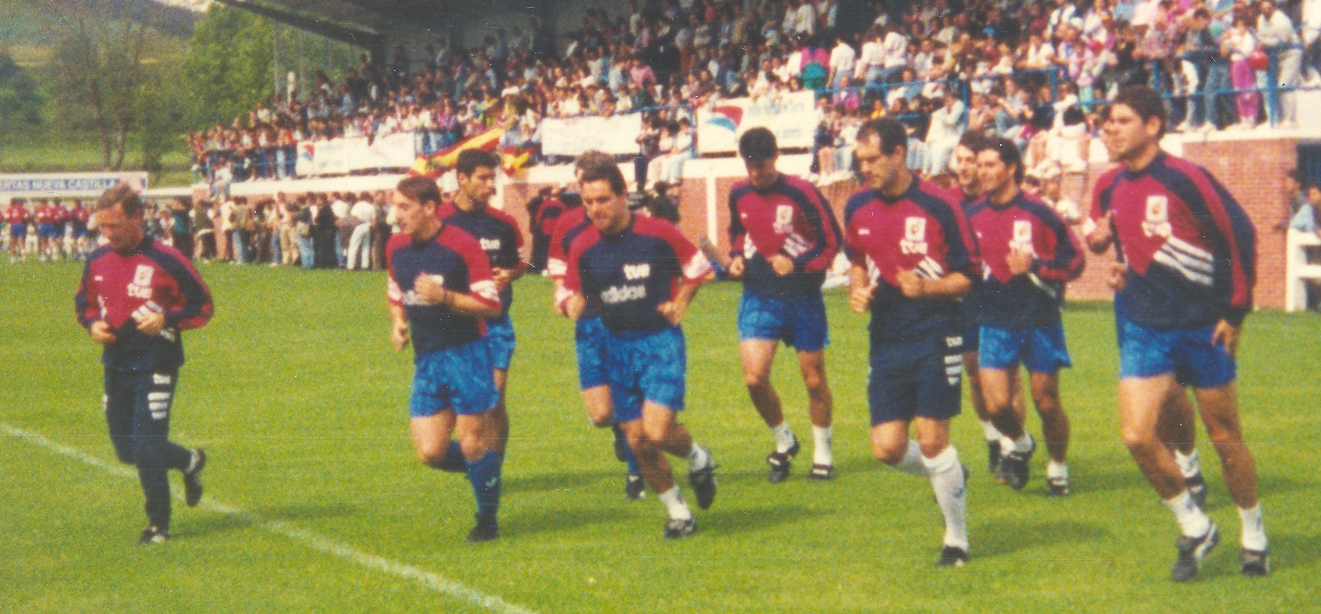
L'équipe d'Espagne de Javier Clemente à l'échauffement en 1994.

Il est sélectionné par Javier Clemente pour disputer la Coupe du Monde 1994 aux États-Unis. Si la Roja débute son Mondial par deux matchs nuls face à la Corée du Sud et l'Allemagne, une victoire face à la Bolivie leur permet de rejoindre les huitièmes de finale. Opposés à la Suisse, les Espagnols s'imposent trois buts à zéro, dont un de Luis Enrique, son premier en sélection. Durant le quart de finale face à l'Italie, Luis Enrique est victime d'un violent coup de coude du latéral Mauro Tassotti, qui aurait dû donner droit à un penalty pour l'Espagne. Le joueur italien n'est pas sanctionné par l'arbitre, mais sera suspendu de huit matchs a posteriori. Un but de Baggio en fin de rencontre met fin au rêve des Espagnols dans la polémique (1-2).
De nouveau dans l'équipe pour l'Euro 96 en Angleterre, il participe aux deux premiers matchs face à la Bulgarie et la France (deux nuls un partout). Il ne joue pas lors de la victoire face à la Roumanie ni lors du quart de finale perdu face à l'Angleterre aux tirs au but. Il est présent en France lors du Mondial 98. Battus lors du premier match par le Nigeria, l'Espagne est tenue en échec par le Paraguay lors du match suivant. Malgré une spectaculaire victoire (6-1) contre la Bulgarie lors du dernier match de poule, la Roja est éliminée au premier tour de la Coupe du Monde. Luis Enrique s'illustre toutefois particulièrement lors de ce match, avec un but inscrit, une passe décisive délivrée et un pénalty obtenu.
En juin 1999, dans le cadre des qualifications à l'Euro 2000, il inscrit un triplé face à Saint-Marin (9-0). Blessé au genou gauche trois mois avant le début de la compétition, il doit renoncer à participer à l'Euro 2000, mais dispute la Coupe du Monde 2002 en Asie. L'Espagne réalise une phase de groupes parfaite, avec trois victoires en trois matchs. Après avoir éliminé l'Irlande aux tirs au but en huitièmes de finale, la Roja se retrouve face au pays co-organisateur, la Corée du Sud, en quart de finale. Au cours d'un match ponctué de nombreuses décisions arbitrales litigieuses en défaveur de l'Espagne,, Luis Enrique et son équipe sont éliminés aux tirs au but. À la suite de ce match, il annonce dans les médias qu'il prend sa retraite internationale. Au total, il comptabilise 62 sélections pour douze buts inscrits.

#### Profil de joueur
Le profil de Luis Enrique se distingue avant tout par sa polyvalence tout au long de sa carrière : il a été aligné à tous les postes sur le terrain, à l'exception de ceux de défenseur central et de gardien de but. Plus à l'aise au milieu de terrain, il a cependant évolué comme arrière droit (élu meilleur joueur à ce poste en Liga pour la saison 1997-1998), arrière gauche, milieu défensif, milieu offensif axial, ailier droit, ailier gauche et avant-centre,.
Luis Enrique était aussi un joueur de caractère : s'il est devenu une icône en Catalogne, c'est surtout grâce à son engagement sur le terrain. Il est décrit comme un bon récupérateur, créateur, et passeur. Joueur agressif, volontaire et endurant, sa grande projection vers l'avant lui a permis de marquer un très grand nombre de buts, plus de 150 en professionnel, malgré son habituel positionnement au milieu de terrain.

### Carrière d'entraîneur (2008-)

#### FC Barcelone B (2008-2011)
Luis Enrique a déclaré à plusieurs reprises vouloir entraîner durant sa carrière de joueur. Quatre ans après avoir quitté le FC Barcelone et les terrains comme footballeur professionnel, il est nommé entraîneur du FC Barcelone B en juin 2008. Le club, qui évolue en Segunda División B, la troisième division espagnole, le nomme en remplacement de Pep Guardiola, promu entraîneur de l'équipe première.
Sa première saison à la tête de l'équipe est encourageante : emmenée par des joueurs tels que Pedro, Thiago Alcántara, Jeffrén ou Nolito, l'équipe réserve du FC Barcelone termine cinquième du championnat, à un point des barrages vers la deuxième division. L'année suivante est celle de la confirmation : le FC Barcelone B termine deuxième de la saison régulière et se qualifie pour les barrages. En battant l'UE Sant Andreu en finale, le club accède à la deuxième division, onze ans après l'avoir quittée.
La saison 2010-2011 est un nouveau succès pour le technicien asturien. Portée par Jonathan Soriano, meilleur buteur du championnat, son équipe parvient à se classer troisième de la saison régulière avec 71 points, le meilleur total de son histoire. Cette position au classement devrait permettre à l'équipe de jouer les barrages pour monter en Liga, sauf que sa condition d'équipe filiale ne le lui permet pas. Cette saison est la dernière de Luis Enrique avec son équipe, ayant annoncé au mois de mars précédent qu'il donnerait sa démission en fin de saison, voulant tenter une expérience en dehors du FC Barcelone.

#### AS Roma (2011-2012)
Le 20 juin 2011, Luis Enrique est nommé comme nouvel entraîneur de l'AS Roma,. Les dirigeants investissent environ 70 millions d'euros sur le marché des transferts : Lamela, Osvaldo, Pjanić ou l'ancien barcelonais Bojan Krkić viennent renforcer l'équipe. Le début de saison est difficile, l'AS Rome est battue sur le terrain du Slovan Bratislava en tour préliminaire aller de la Ligue Europa. Le match retour est donc crucial : la Roma ouvre le score rapidement mais ne parvient pas à marquer le second but. Luis Enrique sort Francesco Totti à un quart d'heure de la fin sous les huées du public. Les Romains sont finalement éliminés en prolongations.
Dans cette continuité, les résultats sont mitigés sur la première partie de saison, avec des défaites face à la Lazio et le Milan AC en octobre, et un revers cinglant sur le terrain de la Fiorentina (3-0) en décembre. Le club est sixième à la trêve, à sept points de la qualification en Ligue des Champions. Après une bonne période entre fin décembre et janvier, les Romains vont à nouveau connaître des défaites régulières jusqu'en fin de saison, dont certaines cinglantes face à l'Atalanta, Lecce ou la Juventus. Le club termine la saison à la septième place de Serie A, non qualificative pour une compétition européenne.
Présent pour inculquer un style de jeu proche de celui du FC Barcelone à l'AS Roma, ses principes de jeu basés sur l'offensive et la possession de balle ne fonctionnent pas au sein du club italien. Le recrutement du club durant sa présence, les difficultés des joueurs à s'adapter aux nouveaux systèmes tactiques mis en place ainsi que la culture tactique du football italien sont des arguments avancés pour justifier cet échec. Le 12 mai 2012, Luis Enrique annonce son départ de l'AS Roma.

#### Celta Vigo (2013-2014)
Après avoir annoncé lors de son départ de Rome qu'il prendrait une année de congés, Luis Enrique est nommé nouvel entraîneur du Celta Vigo en juin 2013, alors qu'il figurait parmi les noms évoqués pour remplacer Tito Vilanova sur le banc du FC Barcelone. Le défi qu'attend le coach asturien est de taille, puisqu'il devra composer avec une équipe aux moyens limités, maintenue de justesse en Liga en fin de saison précédente. Après la perte de Iago Aspas, parti à Liverpool, le club recrute des joueurs à bas coûts et principalement issus de la Masia : Fontàs, Rafinha (en prêt) ou Nolito viennent notamment renforcer l'équipe. De plus, la méthode consiste à s'appuyer sur les jeunes du centre de formation.
La première moitié de saison est poussive, ponctuée par neuf défaites en dix-sept matchs de Liga, mais le Celta est en course pour se maintenir, ce qui est l'objectif principal du club. La deuxième partie de saison voit le club galicien progresser et obtenir de probants résultats avec neuf victoires, trois nuls et sept défaites en championnat où il termine à la neuvième place. Basé sur un style de jeu en 4-3-3 offensif semblable au style préférentiel du FC Barcelone, le Celta Vigo obtient plusieurs résultats d'importance, notamment des victoires face à Málaga, au FC Séville, à Villarreal ou encore au Real Madrid.
De nouveau annoncé avec insistance du côté du FC Barcelone, Luis Enrique annonce qu'il quitte le Celta Vigo fin mai 2014.

#### FC Barcelone (2014-2017)
Le 19 mai 2014, le FC Barcelone officialise l'arrivée de Luis Enrique au poste d'entraîneur. Le club réalise un mercato ambitieux et attire de nombreux joueurs parmi lesquels Ivan Rakitić, Marc-André ter Stegen, Claudio Bravo, Rafinha, Jérémy Mathieu, Thomas Vermaelen ou encore Luis Suárez. Plusieurs départs importants sont à noter : le capitaine Carles Puyol est parti à la retraite et est nommé directeur sportif adjoint, Cesc Fàbregas rejoint Chelsea et Alexis Sánchez Arsenal.
La saison de Liga commence de manière idéale pour le club catalan avec sept victoires en huit matchs. La première défaite intervient lors de la neuvième journée au stade Santiago-Bernabéu face au Real Madrid (3-1). Après une nouvelle défaite face au Celta Vigo à domicile, le FC Barcelone enchaîne à nouveau les bonnes performances mais se trouve quatre points derrière son rival madrilène à la mi-saison. En Ligue des Champions, le Barça termine premier de son groupe, deux points devant le Paris Saint-Germain.

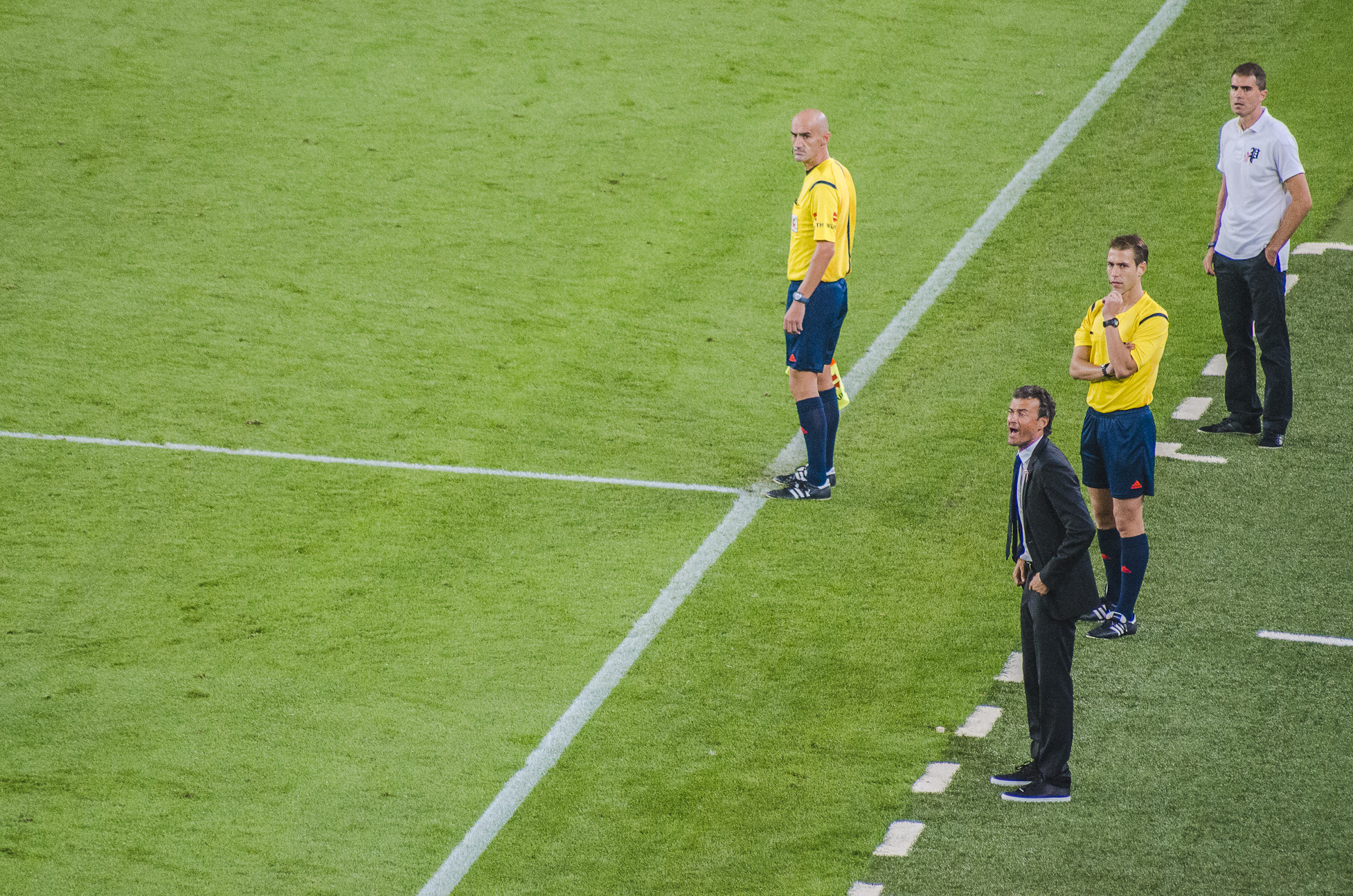
Luis Enrique lors d'un match de Liga face à Eibar en 2014.

La seconde partie de saison du FC Barcelone est exceptionnelle : le club enchaîne les succès en Liga, ne connaissant qu'une défaite sur la phase retour. Après une victoire sur la pelouse de l'Atlético Madrid lors de l'avant-dernière journée de championnat, les Catalans sont sacrés champions d'Espagne, le premier titre majeur de Luis Enrique en tant qu'entraîneur. Du côté de la Coupe d'Espagne, après avoir éliminé l'Atlético Madrid et Villarreal, le FC Barcelone s'impose trois buts un face à l'Athletic Club Bilbao, grâce notamment à un but d'anthologie de Lionel Messi, et remporte le trophée. Luis Enrique devient par ailleurs le seul avec Pep Guardiola à avoir gagné le doublé comme joueur et comme entraîneur.
En huitièmes de finale de la Ligue des Champions, le Barça élimine sereinement Manchester City en gagnant chacun des matchs de la double confrontation. À nouveau opposés au Paris Saint-Germain en quarts de finale, le FC Barcelone récidive en remportant chacune des confrontations et rejoint les demi-finales. En s'imposant au match retour contre Paris, Luis Enrique compte 42 succès en 50 matches, un bilan inédit au FC Barcelone, parvenant à faire mieux que le mythique Helenio Herrera (40 succès) et Pep Guardiola (37 succès). La demi-finale aller voit le Barça battre largement le Bayern Munich au Camp Nou (3-0). Battus au retour (3-2) à l'Allianz Arena, le FC Barcelone obtient son ticket pour la finale face à la Juventus Turin à Berlin. Après une finale globalement maitrisée et un but tardif de Neymar assurant le succès catalan, Luis Enrique et le FC Barcelone remportent la Ligue des Champions et réalisent par la même occasion le triplé, le second de l'histoire du club après 2009.

Cette même-année, Enrique devient également le 7e entraîneur espagnol de l'histoire à parvenir en finale de la Ligue des champions après José Villalonga, Miguel Muñoz, Enrique Orizaola, Vicente del Bosque, Rafael Benítez et Pep Guardiola. Le FC Barcelone termine la saison avec un bilan de 60 matchs joués, 50 victoires, 4 nuls et 6 défaites.

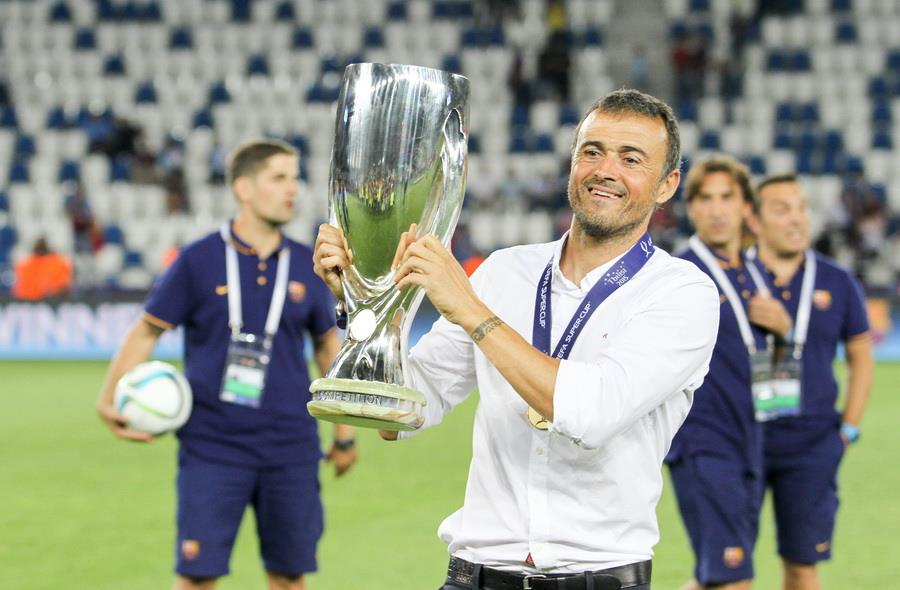
Luis Enrique après la victoire en Supercoupe de l'UEFA en 2015.

L'été suivant est marqué par le départ du capitaine Xavi Hernández vers Al-Sadd, au Qatar et de Pedro à Chelsea. Du point de vue des arrivées, Arda Turan et Aleix Vidal sont les principaux renforts du club pour la saison à venir. Début août, le FC Barcelone de Luis Enrique remporte la Supercoupe de l'UEFA face au FC Séville (5-4) et réussit un quadruplé. Quelques jours plus tard, le club subit un revers cinglant lors du match aller à Bilbao en finale de Supercoupe d'Espagne face à l'Athletic Club (4-0). Tenus en échec au Camp Nou, le Barça ne rééditera donc pas le sextuplé historique de 2009.
En championnat, le FC Barcelone repart sur des bases très élevées de points : ils sont leaders à la mi-saison avec quatorze victoires en dix-neuf matchs. Juste avant la trêve hivernale, le club obtient son cinquième et dernier trophée de l'année civile en remportant la Coupe du monde des clubs au Japon en battant River Plate (3-0). Le 11 janvier 2016, Enrique reçoit le Prix d'entraîneur de l'année FIFA. Le 7 février suivant, il fête son 100e match sur le banc du Barça avec une victoire sur le terrain de Levante UD. Son bilan est alors de 80 victoires, 11 nuls et 9 défaites.
En mai 2016, il remporte pour la deuxième fois consécutive le championnat et la Coupe d'Espagne avec le Barça. C'est la première fois depuis 1953 que Barcelone remporte un deuxième doublé d'affilée. Toutefois, le club catalan est éliminé en quarts de finale de la Ligue des Champions par l'Atlético de Madrid.
En quête d'une nouvelle Ligue des Champions, le FC Barcelone réalise un mercato d'été onéreux : André Gomes, Paco Alcácer, Samuel Umtiti, Lucas Digne, Jasper Cillessen et Denis Suárez rejoignent le club pour environ 130 millions d'euros. Claudio Bravo, Marc Bartra et Dani Alves sont les principaux départs du club lors de ce mercato. Après avoir remporté une nouvelle Supercoupe d'Espagne face au FC Séville, le Barça reste derrière le Real Madrid en championnat lors de la première partie de saison, mais domine nettement son groupe de Ligue des Champions en terminant devant Manchester City.
Opposés au Paris Saint-Germain en huitièmes de finale, les Catalans sont nettement battus au Parc des Princes (4-0) et n'ont quasiment aucune chance de se qualifier lors du match retour. Durant l'entre-deux matchs, Luis Enrique déclare qu'une qualification est possible : « si un adversaire peut nous mettre quatre buts, on peut lui en mettre six ». Le club parvient à gagner ses quatre rencontres avant le retour au Camp Nou, dont celle face au Sporting de Gijón (6-1), après laquelle Luis Enrique annonce qu'il quittera ses fonctions d'entraîneur du FC Barcelone à l'issue de la saison et prendra une année sabbatique.
Le match retour démarre sur les chapeaux de roues : Luis Suárez ouvre le score au bout de trois minutes. Après que le Barça a marqué à nouveau avant la mi-temps, Lionel Messi aggrave la marque sur pénalty à la 50ème minute et ramène son équipe à un but du PSG. Edinson Cavani pense donner la qualification à son équipe en réduisant l'écart dix minutes plus tard (3-1). L'exploit a lieu en fin de match : après un doublé de Neymar, Sergi Roberto inscrit le but qualificatif à la 95ème minute (6-1). Quand bien même la prestation de l'arbitre, Deniz Aytekin, est fortement critiquée, les observateurs évoquent un véritable exploit puisqu'il s'agit de la première fois qu'un club parvient à remonter un écart de quatre buts entre deux matchs de coupe d'Europe : c'est la remontada. Le club catalan est toutefois éliminé au tour suivant par la Juventus Turin.
Le club catalan termine deuxième de la Liga derrière le Real Madrid, mais remporte une troisième Coupe du Roi en trois ans avec Luis Enrique aux commandes. En trois saisons avec Barcelone, Luis Enrique remporte un total de neuf trophées sur treize possibles, et est à ce jour l'entraîneur de Barcelone avec le meilleur pourcentage de victoires (76%).

#### Équipe d'Espagne (2018-2022)
Le 9 juillet 2018, après avoir terminé son année sabbatique, il est nommé sélectionneur de l'équipe nationale d'Espagne par le nouveau président de la Fédération, Luis Rubiales, huit jours après l'élimination de la Roja en Coupe du Monde par la Russie. Il succède à Fernando Hierro, intérimaire à la suite du renvoi surprise de Julen Lopetegui avant le début du tournoi.
Le 8 septembre 2018, Luis Enrique dirige son premier match avec la sélection en Ligue des Nations par et décroche une victoire de prestige à Wembley face à l'Angleterre (2-1). Trois jours après, l'Espagne bat nettement la Croatie, fraîchement vice-championne du monde, à Elche (6-0). Après ces bons débuts dans la compétition, l'Espagne s'incline par deux fois lors des matchs retours face à l'Angleterre (2-3) et la Croatie (2-3) et termine deuxième de son groupe, place non qualificative pour la phase finale.

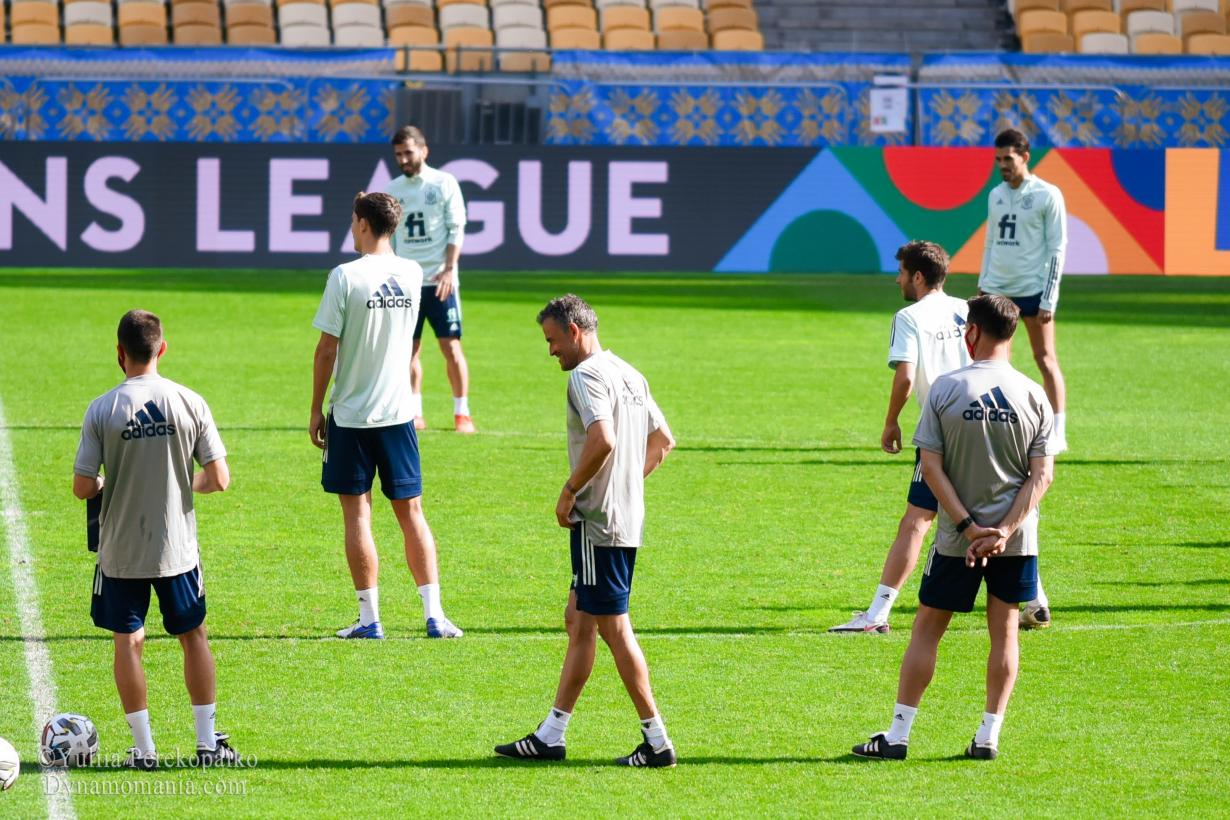
Luis Enrique et son staff avant un match de Ligue des Nations face à l'Ukraine en 2020.

Après avoir dirigé le premier match de qualification pour l'Euro 2020 face à la Norvège, son absence est annoncée pour la rencontre suivante face à Malte pour raisons familiales. Il se met ensuite « en retrait » de ses fonctions, évoquant des « raisons familiales de force majeure ». Il est temporairement remplacé par son assistant Robert Moreno. Le 19 juin 2019, il quitte officiellement la sélection espagnole. Le 29 août 2019, il annonce sur Twitter le décès de sa fille Xana des suites d'un ostéosarcome, entraînant de nombreux hommages et de messages de soutien de la part du monde du football.
Le 19 novembre suivant, Luis Enrique est réintronisé en tant que sélectionneur national. Il qualifie par la même occasion son ancien adjoint Robert Moreno de « déloyal » car celui-ci souhaitait conserver son poste. La pandémie de COVID-19 oblige les sélections nationales à ne pas jouer durant près d'un an : l'Euro 2020 est reporté à l'année suivante et Luis Enrique ne retrouve la compétition avec son équipe qu'en septembre 2020 pour une nouvelle campagne de Ligue des Nations. Opposée à l'Allemagne, la Suisse et l'Ukraine, la Roja parvient à terminer première de son groupe de Ligue des Nations, en battant notamment largement l'Allemagne (6-0), et se qualifie pour la phase finale qui aura lieu fin 2021.
Entre-temps, l'Espagne, qualifiée pour la compétition avec Robert Moreno, débute l'Euro 2020 par une phase de poules composée de la Suède, de la Pologne et de la Slovaquie. Après un nul stérile face à la Suède (0-0), l'Espagne est à nouveau tenue en échec par la Pologne (1-1) et risque l'élimination. Elle se reprend nettement face à la Slovaquie (5-0) et se qualifie pour les huitièmes de finale, face à la Croatie. Au terme d'un match fou, qui voit les Croates remonter deux buts en toute fin de rencontre, les Espagnols s'imposent en prolongations (5-3). Le quart de finale face à la Suisse s'annonce piégeux : les helvètes viennent d'éliminer le champion du monde en titre, la France, aux tirs au but. La Roja prend rapidement l'avantage grâce à un but contre son camp de Zakaria, mais Shaqiri égalise à vingt minutes de la fin. Au terme d'une séance de tirs au but riche en penaltys ratés, l'Espagne rallie les demi-finales et jouera contre l'Italie. Au cours de ce match, les Italiens parviennent à ouvrir le score par Federico Chiesa à la 60ème minute, avant que Morata ne parvienne à égaliser vingt minutes plus tard. La décision se fait à nouveau aux tirs au but : après une tentative manquée par le buteur Morata, l'Espagne est éliminée et manque de peu la finale.

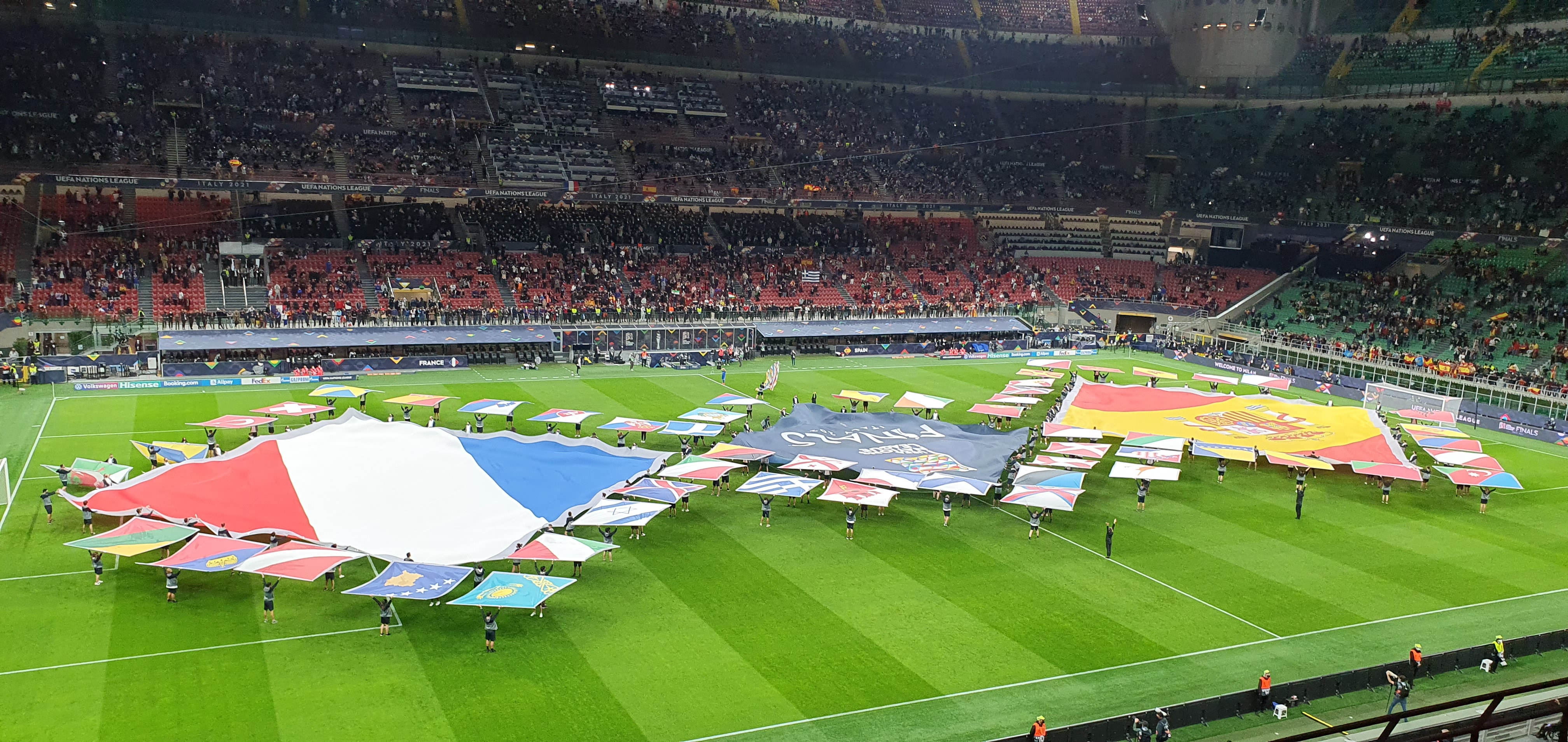
Cérémonie précédant la finale de la Ligue des Nations 2021 à San Siro entre l'Espagne et la France.

Quelques semaines plus tard, l'Espagne dispose à nouveau d'une chance de trophée via la phase finale de Ligue des Nations. La demi-finale revêt un sentiment de revanche, où l'Italie, invaincue depuis 37 matchs et vainqueur de l'Euro 2020, se présente face à la Roja à San Siro. Après un doublé de Ferran Torres en première mi-temps, Pellegrini réduit l'écart en fin de rencontre mais les Espagnols valident tout de même leur place en finale (2-1) et mettent fin à l'historique série d'invincibilité de leurs adversaires. La finale face à la France peut permettre à l'Espagne de remporter son premier trophée depuis 2012 : Oyarzabal donne l'avantage à l'Espagne en seconde mi-temps, mais Benzema et Mbappé renversent le match et offrent le trophée à la France.
Le 14 novembre 2021, l'Espagne obtient son billet pour la phase finale de la Coupe du monde 2022 au Qatar en terminant première de son groupe devant la Suède. L'Espagne commence parfaitement sa compétition en battant le Costa Rica (7-0) lors du premier match de la phase de poules. Après un match nul contre l'Allemagne (1-1), la Roja peut terminer première de son groupe si elle bat le Japon lors de la dernière rencontre. Battue par les nippons (1-2), l'Espagne frôle la catastrophe lorsque le Costa Rica mène au score face à l'Allemagne et se retrouve virtuellement troisième au classement. Finalement défaits par la Mannschaft, le Costa Rica finit dernier du groupe derrière l'Allemagne, ce qui permet à l'Espagne de terminer deuxième et de jouer les huitièmes de finale.
L'Espagne affronte le Maroc en huitièmes de finale. Au bout d'un match jugé comme « fermé », l'Espagne et le Maroc doivent se départager par la séance de tirs au but (0-0). Aucun joueur espagnol ne parvient à transformer sa tentative, fait rare puisqu'il s'agit la deuxième fois de l'histoire que cela arrive lors d'une séance de tirs au but en Coupe du monde. Les joueurs marocains en réussissent trois sur quatre et éliminent l'Espagne.
Deux jours plus tard, Luis Enrique, dont le style de jeu basé sur la possession de balle a été critiqué pour son inefficacité, est remplacé à la tête de la sélection par Luis de la Fuente.

#### Paris Saint-Germain (depuis 2023)
Le 5 juillet 2023, il devient l'entraîneur du Paris Saint-Germain avec qui il signe un contrat de deux saisons, soit jusqu'en juin 2025. Lors de sa présentation aux médias, il déclare vouloir mettre en place un « foot d'attaque, offensif, qui puisse être divertissant pour les supporters et qui donne des résultats ». Son arrivée est accompagnée par celles de nombreux joueurs : Milan Škriniar, Marco Asensio, Lee Kang-in, Cher Ndour, Manuel Ugarte, Lucas Hernandez, Arnau Tenas, Bradley Barcola, Gonçalo Ramos, Ousmane Dembélé et Randal Kolo Muani, pour un total d'environ 350 millions d'euros. Désireuse de modifier son effectif en profondeur et de faire bouger les lignes, la direction parisienne se sépare de nombreux joueurs : Lionel Messi, Neymar, Marco Verratti, Sergio Ramos, Mauro Icardi, Hugo Ekitike ou Abdou Diallo sont les principaux départs de l'été 2023.
Les deux premières rencontres de championnat de Ligue 1 se soldent par un match nul face au FC Lorient (0-0) et au Toulouse FC (1-1). Une semaine plus tard, Luis Enrique remporte sa première victoire avec le club de la capitale face au RC Lens. Les bons résultats commencent à apparaître en championnat, en témoigne notamment le Classique remporté à domicile face à l'Olympique de Marseille (4-0) ou la victoire face à l'AS Monaco (5-2). À la mi-saison, le club parisien ne compte qu'une défaite en championnat et possède cinq points d'avance sur son dauphin, l'OGC Nice.
En Ligue des champions, le Paris Saint-Germain hérite d'un tirage compliqué et se retrouve au sein du « groupe de la mort » avec le Borussia Dortmund, Newcastle United et l'AC Milan. Après avoir disposé des Allemands du BVB à domicile (2-0), les Parisiens subissent une lourde défaite à St James' Park face aux Magpies (1-4), la pire de l'ère QSI en phase de groupe de Ligue des champions. Paris parvient à réagir au Parc des Princes face aux Rossoneri (3-0) avant de perdre à nouveau à l'extérieur contre les Milanais (1-2) et d'être accroché à domicile par Newcastle United (1-1). En obtenant le point du match nul à Dortmund (1-1), le Paris Saint-Germain se qualifie pour les huitièmes de finale, en terminant deuxième du groupe. Paris hérite d'un tirage plus clément qu'en phase de groupes et affrontera la Real Sociedad en huitièmes de finale. Non qualifié pour les quarts de finale depuis 2021, le Paris Saint-Germain ne tombe pas dans le piège basque (2-0 à l'aller, 2-1 au retour) et y affrontera le FC Barcelone.
La veille du match aller au Parc des Princes, Luis Enrique tacle Xavi en conférence de presse, estimant qu'il représentait mieux que son homologue catalan l'ADN du Barça. Sur le terrain, le match aller se solde par une défaite du club de la capitale (2-3). Menés à la mi-temps par un but de Raphinha, Paris retourne la situation grâce à Ousmane Dembélé et Vitinha. Deux buts de Raphinha et de Christensen permettent aux Catalans de repartir avec la victoire et condamnent Paris à l'« exploit ». Le match retour au stade olympique Lluís Companys démarre mal avec l'ouverture du score de Raphinha bien servi par Lamine Yamal. Environ quinze minutes plus tard, Ronald Araújo est expulsé pour une faute sur Bradley Barcola en position de dernier défenseur. Il s'ensuit une nette domination parisienne, ponctuée par des buts d'Ousmane Dembélé avant la mi-temps, de Vitinha et d'un doublé de Kylian Mbappé (4-1).
En demi-finales, le Paris Saint-Germain retrouve un adversaire du premier tour : le Borussia Dortmund. Si le club de la capitale est perçu comme favori, les Allemands, rigoureux défensivement et voyant leurs montants touchés à plusieurs reprises par les parisiens, dominent le Paris Saint-Germain à l'aller comme au retour (1-0 ; 1-0) et se qualifient pour la finale. Quelques jours plus tard, Kylian Mbappé annonce officiellement qu'il quittera le club à la fin de la saison. La deuxième partie de saison a été marquée par une diminution nette du temps de jeu du joueur de l'équipe de France : en effet, après que le joueur a annoncé son départ à ses dirigeants en février, Luis Enrique déclarait qu'il fallait « apprendre à jouer sans Kylian ».
En championnat, le club de la capitale peut être champion dès la trente-et-unième journée s'il bat Le Havre AC. Tenus en échec par le promu (3-3), Paris remporte le titre dès le lendemain grâce à la défaite de son dauphin, l'AS Monaco, sur la pelouse de l'Olympique lyonnais. Il s'agit du premier titre majeur remporté par Luis Enrique en dehors du FC Barcelone. Le club est également qualifié en finale de la Coupe de France, qu'il remporte 2-1 grâce à des buts d'Ousmane Dembélé et de Fabián Ruiz au stade Pierre-Mauroy. À l'issue de la saison, Luis Enrique a remporté les trois trophées nationaux avec le Paris Saint-Germain.

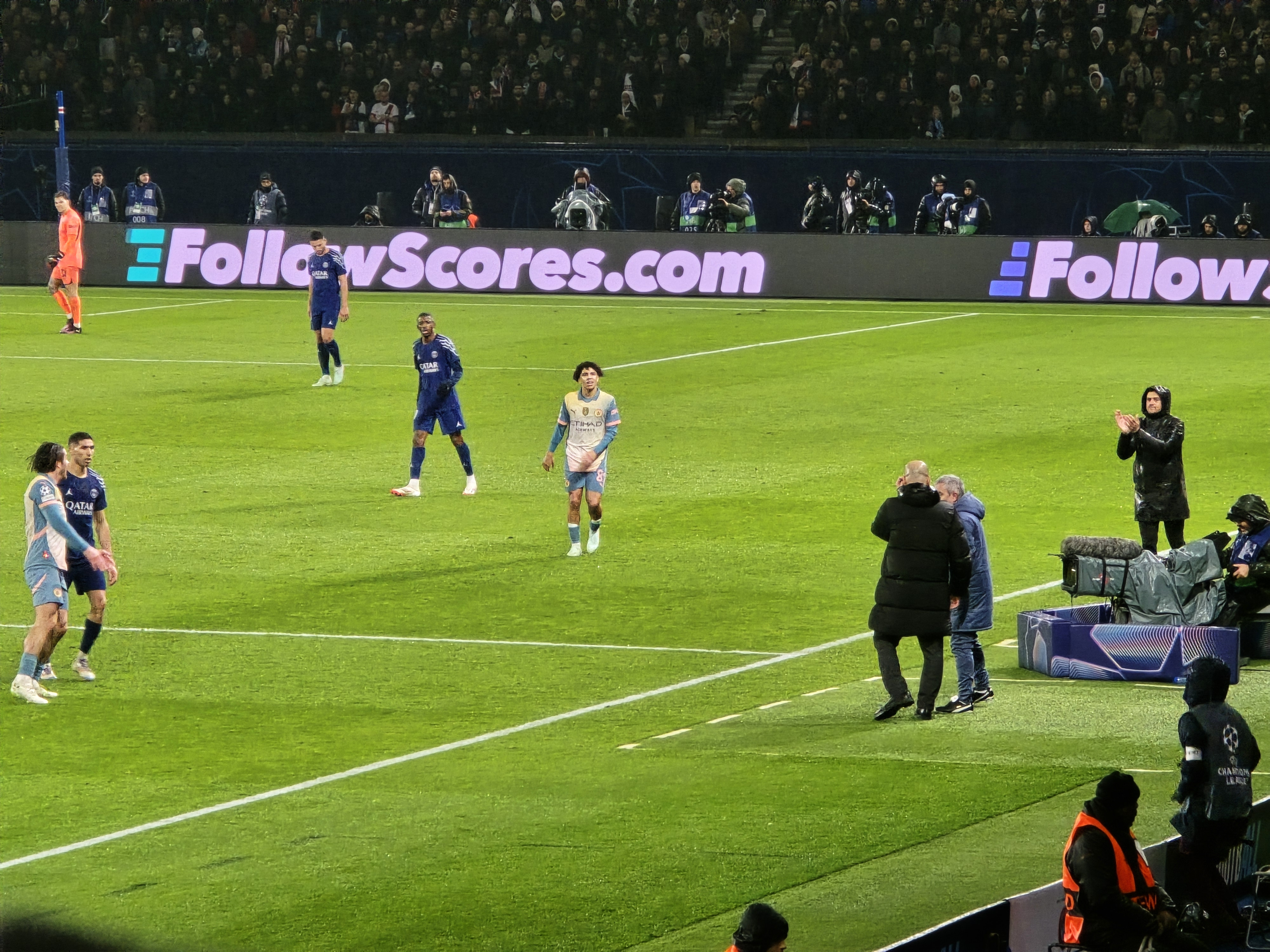
Luis Enrique opposé à Pep Guardiola durant le match crucial face à Manchester City lors de la Ligue des Champions 2025, remportée par le PSG.

Lors du mercato d'été 2024, le club parisien se renforce avec les arrivées notables de João Neves, Désiré Doué et Willian Pacho. Dans le sens des départs, Kylian Mbappé rejoint librement le Real Madrid, tandis que Manuel Ugarte, Hugo Ekitike et Danilo Pereira quittent également le club. Le PSG se détache rapidement en tête de la Ligue 1, champion d'automne dès la 15e journée. Le parcours en Ligue des Champions est plus compliqué : à deux matchs de la fin de la phase de groupe, qui se dispute désormais à 36 équipes, le Paris Saint-Germain est en dehors de la zone de qualification pour les play-offs. Après deux victoires probantes face à Manchester City et Stuttgart, le club parisien se qualifie pour les play-offs. Le 7 février 2025, en amont d'un match de championnat contre l'AS Monaco au Parc des Princes, le club de la capitale officialise la prolongation du contrat de Luis Enrique pour deux années supplémentaires, soit jusqu'en juin 2027,,. En play-offs de la C1, Paris écrase le Stade brestois sur l'ensemble des deux matchs (10-0).
Le 11 mars 2025, le Paris Saint-Germain élimine l'un des favoris de la compétition, Liverpool, à Anfield : battus sur le même score contre le cours du jeu à l'aller, le PSG remporte le match retour un but à zéro avant de s'imposer aux tirs au but. Le 5 avril 2025, suite à la victoire de son équipe contre l'Angers SCO (1-0), Enrique remporte le Championnat de France 2024-2025,,. Quatre jours plus tard, au Parc des Princes, le Paris Saint-Germain bat Aston Villa (3-1) lors du match aller des quarts de finale de la Ligue des Champions. Malgré la défaite au retour (2-3), le club se qualifie pour les demi-finales face à Arsenal. Le PSG s'impose à l'Emirates Stadium (1-0) puis au retour (2-1) et gagne sa place en finale de la Ligue des Champions pour la seconde fois de son histoire. Il sera opposé à l'Inter Milan à l'Allianz Arena de Munich. Le 31 mai 2025, Luis Enrique et son équipe remportent la compétition en écrasant les Nerrazzuri sur le score de 5-0, plus gros écart de tous les temps en finale de Ligue des Champions. Le club parisien gagne ce trophée pour la première fois, le technicien catalan pour la seconde fois.
L'intersaison est marquée par la participation du PSG à la Coupe du monde des clubs. Paris termine premier de sa poule et amorce une phase éliminatoire maîtrisée, ponctuée par de larges victoires face à l'Inter Miami (4-0), au Bayern Munich (2-0) et au Real Madrid (4-0). Toutefois, Luis Enrique connaît sa première défaite en finale en carrière face à Chelsea (0-3). Le 13 août 2025, il remporte sa deuxième Supercoupe de l'UEFA face à Tottenham, la première de l'histoire pour un club français.

#### Style d'entraîneur

##### Méthode de jeu
Le style de jeu prôné par Luis Enrique s'inspire de la tactique du FC Barcelone, club dans lequel il a évolué comme joueur. Il est ainsi partisan d'un système tactique le plus souvent en 4-3-3,, basé sur la possession de balle dans un but offensif. Cette possession est axée notamment sur un contre-pressing intense et immédiat à la perte du ballon afin de pouvoir contre-attaquer. Son style offensif couplé à la qualité de son effectif permettent au Barça de battre le record de buts marqués par une équipe sur une saison, 180 sur la saison 2014-2015. Ces principes de jeu basés sur le contrôle du ballon se retrouvent aussi lors de son passage au Celta Vigo, sixièmes de Liga en termes de possession de balle en 2014. Luis Enrique sait aussi faire preuve de pragmatisme tout en gardant ses principes, en témoigne son passage en 3-4-3 en 2017, style utilisé afin de redonner de l'allant offensif à son équipe.
Lors de son passage à l'AS Roma, il tente d'appliquer les bases de jeu pratiquées en Catalogne au sein de l'équipe italienne, mais cette stratégie échoue. Avec l'équipe d'Espagne, son style basé sur la possession est fortement critiqué : malgré des moyennes de possession très élevées (entre 70 et 80% lors de l'Euro 2020), le jeu de la Roja est souvent décrit comme étant « stérile », manquant de « verticalité »[Quoi ?] voire de rendre l'équipe incapable de « créer du danger dans la surface adverse ». Ses détracteurs[évasif] lui reprochent également une incapacité à remettre ses principes en question, le jugeant comme « inflexible »,.

##### Management
Au niveau du management, Luis Enrique préconise de placer tous les joueurs au même niveau et de ne pas instaurer de différences entre les stars d'une équipe et les autres joueurs,. Luis Enrique s'estime comme étant le seul décideur légitime au sein des équipes où il passe, assumant ses choix avec détermination, quitte à attirer les critiques des médias ou des supporters. Il est décrit comme un entraîneur « motivateur », « proche de ses joueurs », sachant « gérer les gros ego ».

##### Communication externe
Ses relations avec les médias sont décrites comme « glaciales ». Lors de sa première expérience au FC Barcelone B, il refuse se rendre en conférence de presse et y envoie son adjoint. Ses différents passages en club et en sélection sont marqués par des critiques et des attaques mutuelles opposant journalistes et entraîneur. Pour exemple, en octobre 2023, après un match face au Stade rennais, Luis Enrique indique à Alexandre Ruiz qu'il « ne comprend rien ». En avril 2024, il déclare que « la presse ne connaît presque rien au football ». Le technicien espagnol, souhaitant une interaction plus directe avec le public, utilise la plateforme de streaming Twitch depuis plusieurs années, notamment pendant la Coupe du Monde 2022, puis  réutilise cette méthode de communication sans intermédiaire, avant le match du Paris-Saint Germain face au FC Barcelone en 2024.
Ensuite de la victoire de la ligue des champions 2025 par le Paris Saint-Germain, il réitère sur les réseaux sociaux en postant une vidéo le montrant chanter la chanson des supporteurs du club francilien.
Début juin 2025, il est remarqué proche d'un groupe de rugbymen français lors d'une soirée privée en catalogne, illustrant sa faculté à interagir directement avec le public pour peu que les circonstances soient spontanées et les échanges respectueux.

### Vie privée
Luis Enrique est marié depuis 1997 à Elena Cullell, économiste espagnole. Le couple a trois enfants : Pacho, Sira (cavalière professionnelle) et Xana, décédée en 2019 des suites d’un cancer.

## Statistiques

### En tant que joueur
| Saison                | Club                  | Championnat           | Championnat | Championnat | Coupe(s) nationale(s) | Coupe(s) nationale(s) | Supercoupe | Supercoupe | Compétition(s) continentale(s) | Compétition(s) continentale(s) | Compétition(s) continentale(s) | Espagne | Espagne | Total | Total |
| Saison                | Club                  | Division              | M.          | B.          | M.                    | B.                    | M.         | B.         | Comp.                          | M.                             | B.                             | M.      | B.      | M.    | B.    |
| 1989-1990             | Sporting de Gijón     | Primera División      | 1           | 0           | -                     | -                     | -          | -          | -                              | -                              | -                              | -       | -       | 1     | 0     |
| 1990-1991             | Sporting de Gijón     | Primera División      | 35          | 14          | 2                     | 0                     | -          | -          | -                              | -                              | -                              | 1       | 0       | 38    | 14    |
| Sous-total            | Sous-total            | Sous-total            | 36          | 14          | 2                     | 0                     | -          | -          | -                              | -                              | -                              | 1       | 0       | 39    | 14    |
| 1991-1992             | Real Madrid           | Primera División      | 29          | 4           | 6                     | 1                     | -          | -          | C3                             | 6                              | 0                              | -       | -       | 41    | 5     |
| 1992-1993             | Real Madrid           | Primera División      | 34          | 2           | 6                     | 0                     | -          | -          | C3                             | 8                              | 1                              | -       | -       | 48    | 3     |
| 1993-1994             | Real Madrid           | Primera División      | 28          | 2           | 4                     | 1                     | 2          | 0          | C2                             | 6                              | 0                              | 8       | 1       | 48    | 4     |
| 1994-1995             | Real Madrid           | Primera División      | 35          | 4           | 2                     | 0                     | -          | -          | C3                             | 6                              | 0                              | 8       | 2       | 51    | 6     |
| 1995-1996             | Real Madrid           | Primera División      | 31          | 3           | -                     | -                     | 2          | 0          | C1                             | 8                              | 0                              | 7       | 0       | 48    | 3     |
| Sous-total            | Sous-total            | Sous-total            | 157         | 15          | 18                    | 2                     | 4          | 0          | -                              | 34                             | 1                              | 23      | 3       | 236   | 21    |
| 1996-1997             | FC Barcelone          | Primera División      | 35          | 17          | 7                     | 1                     | 2          | 0          | C2                             | 7                              | 0                              | 7       | 2       | 58    | 20    |
| 1997-1998             | FC Barcelone          | Primera División      | 34          | 18          | 6                     | 3                     | 1          | 0          | C1+SU                          | 4+2                            | 3+1                            | 7       | 3       | 54    | 28    |
| 1998-1999             | FC Barcelone          | Primera División      | 26          | 11          | 3                     | 0                     | 2          | 0          | C1                             | 3                              | 1                              | 5       | 3       | 39    | 15    |
| 1999-2000             | FC Barcelone          | Primera División      | 19          | 3           | 5                     | 3                     | 2          | 0          | C1                             | 7                              | 6                              | 8       | 1       | 41    | 13    |
| 2000-2001             | FC Barcelone          | Primera División      | 28          | 9           | 4                     | 1                     | -          | -          | C1+C3                          | 4+5                            | 2+4                            | 4       | 0       | 45    | 16    |
| 2001-2002             | FC Barcelone          | Primera División      | 23          | 4           | -                     | -                     | -          | -          | C1                             | 15                             | 6                              | 7       | 0       | 45    | 10    |
| 2002-2003             | FC Barcelone          | Primera División      | 18          | 8           | -                     | -                     | -          | -          | C1                             | 8                              | 2                              | -       | -       | 26    | 10    |
| 2003-2004             | FC Barcelone          | Primera División      | 24          | 3           | 1                     | 0                     | -          | -          | C3                             | 5                              | 2                              | -       | -       | 30    | 5     |
| Sous-total            | Sous-total            | Sous-total            | 207         | 73          | 26                    | 8                     | 7          | 0          | -                              | 60                             | 27                             | 38      | 9       | 338   | 117   |
| Total sur la carrière | Total sur la carrière | Total sur la carrière | 400         | 102         | 46                    | 10                    | 11         | 0          | -                              | 94                             | 28                             | 62      | 12      | 613   | 152   |

### En tant qu'entraîneur
Mis à jour le 17 août 2025.
| FC Barcelone B      | 2008  | 2011  | 124 | 59  | 40  | 25  | 47,58 |
| AS Rome             | 2011  | 2012  | 42  | 17  | 9   | 16  | 40,48 |
| Celta de Vigo       | 2013  | 2014  | 40  | 15  | 7   | 18  | 37,50 |
| FC Barcelone        | 2014  | 2017  | 181 | 138 | 22  | 21  | 76,24 |
| Espagne             | 2018  | 2019  | 8   | 6   | 0   | 2   | 75,00 |
| Espagne             | 2019  | 2022  | 39  | 20  | 14  | 5   | 51,28 |
| Paris Saint-Germain | 2023  | -     | 120 | 83  | 21  | 16  | 69,16 |
| Total               | Total | Total | 554 | 338 | 113 | 103 | 61,01 |

## Palmarès

### En tant que joueur
Il remporte trois championnats d'Espagne (un avec le Real Madrid et deux avec le FC Barcelone) ainsi que la médaille d'or aux Jeux olympiques de Barcelone 1992 avec l'équipe d'Espagne.

#### En club
- Vainqueur de la Coupe d'Europe des vainqueurs de coupe en 1997 avec le FC Barcelone.
- Vainqueur de la Supercoupe d'Europe en 1997 avec le FC Barcelone.
- Champion d'Espagne en 1995 avec le Real Madrid et en 1998 et 1999 avec le FC Barcelone.
- Vainqueur de la Coupe d'Espagne en 1993 avec le Real Madrid et en 1997 et 1998 avec le FC Barcelone.
- Vainqueur de la Supercoupe d'Espagne en 1993 avec le Real Madrid et en 1996 avec le FC Barcelone.
- Vainqueur de la Copa Iberia en 1994 avec le Real Madrid.

#### En sélection
- Médaille d'or aux Jeux olympiques en 1992.

### En tant qu'entraîneur
De 2014 à 2017, il entraîne le FC Barcelone. Dès sa première saison, il y réalise le triplé Ligue des champions, Coupe d'Espagne et championnat (en plus d'une Supercoupe d'Europe et de la Coupe du monde des clubs).
Avec le Paris Saint-Germain, il remporte notamment le Championnat de France à deux reprises, en 2024 et 2025, Coupe de France en 2024 et 2025 puis la Ligue des Champions en 2025.
| FC Barcelone (9) | Équipe d'Espagne (0)                     | Paris Saint-Germain (8) |
| --- | ---------------------------------------- | --- |
| - Liga (2) - Champion : 2015 et 2016. - Coupe du Roi (3) - Vainqueur : 2015, 2016 et 2017. - Supercoupe d'Espagne (1) - Vainqueur : 2016. - Ligue des champions de l'UEFA (1) - Vainqueur : 2015 - Supercoupe de l'UEFA (1) - Vainqueur : 2015. - Coupe du monde des clubs de la FIFA (1) - Vainqueur : 2015. | - Ligue des nations - Finaliste : 2021 . | - Ligue 1 (2) - Champion : 2024 et 2025. - Coupe de France (2) - Vainqueur : 2024 et 2025 - Trophée des champions (2) - Vainqueur : 2023 et 2024 - Ligue des champions de l'UEFA (1) - Vainqueur : 2025 - Supercoupe de l'UEFA (1) - Vainqueur : 2025 - Coupe du monde des clubs de la FIFA - Finaliste : 2025 |

### Distinctions individuelles

#### En tant que joueur
- Prix Don Balón de la meilleure révélation du championnat d'Espagne en 1991.
- Élu meilleur joueur espagnol en 1997.
- Nommé au FIFA 100 regroupant les 125 joueurs du siècle.

#### En tant qu'entraîneur
- Élu meilleur entraîneur par la Fédération internationale de football association (FIFA) en 2015.
- Élu meilleur entraîneur du championnat d'Espagne en 2015.
- Élu meilleur entraîneur par l'IFFHS en 2015.
- Nommé meilleur entraîneur de Ligue 1 en 2024.
- Élu meilleur entraîneur de Ligue 1 en 2025[232].